# 鍾麗淇
鍾麗淇（英語：Margaret Chung，1976年11月3日—），出生于加拿大多倫多，前香港無綫電視藝員。

## 簡介
曾參加1995年度多倫多華裔小姐競選，在1996年無綫電視藝員訓練班畢業後加入無綫電視，隨即加入拍攝首部剧集《刑事偵缉檔案III》。
曾於《刑事侦缉档案III》、《鑑證實錄》、《医神华佗》系列劇集等擔任重要角色。2004年拍攝完《天涯俠醫》即沒有在無綫電視繼續拍攝電視劇，2008年後淡出娛樂圈，近年較少演出，專注瑜伽教練的工作。
2017年11月，鍾麗淇剛為小女兒Michela慶祝兩歲生日，接受訪問時透露女兒小小年紀已經懂得照顧小姊姊 Isabella，家姊因為患上罕見的基因病，手腳軟弱無力，坐的時候身體會傾側倒下，兩歲女兒只要姊姊靠在身邊，她就會撐着凳子，用健壯的身體承托着，以免姊姊倒下來，媽媽看在眼裏既感動又安慰。

### 感情生活
鍾麗淇曾于1998年起與藝人梁榮忠相戀，兩人於2006年因朱慧敏介入而分手。
2010年7月，與中意混血男友Nardone Ruggero結婚，現育有兩女。

## 演出作品

### 電視劇（無綫電視）
| 劇名             | 角色            | 性質       |
| ---------------- | --------------- | ---------- |
| 1997年           |                 |            |
| 刑事偵緝檔案III  | 李思龍          | 第三女主角 |
| 鑑證實錄         | 聶津津          | 第三女主角 |
| 1998年           |                 |            |
| 網上有情人       | 莊慧蘭          | 第二女主角 |
| 狀王宋世傑II     | 楚楚            | 女配角     |
| 1999年           |                 |            |
| 無業樓民         | Bonnie          | 女配角     |
| 雙面伊人         | Kelly           | 女配角     |
| 鑑證實錄II       | 聶津津          | 第三女主角 |
| 2000年           |                 |            |
| 醫神華佗         | 華玉            | 第三女主角 |
| 廟街·媽·兄弟     | 洛詠琪          | 第三女主角 |
| 2001年           |                 |            |
| 公私戀事多       | Clara           | 女配角     |
| 2003年           |                 |            |
| 黑夜彩虹         | 王秀兒（KiKi）  | 第三女主角 |
| 美麗在望         | 鍾碧儀（Betty） | 女配角     |
| 衝上雲霄         | 丘惠琪（Vicky） | 女配角     |
| 富豪海灣非凡情緣 | Joan            |            |
| 2004年           |                 |            |
| 天涯俠醫         | 蘇惠珊（Susan） | 女配角     |
| 下一站彩虹       | Donna           | 女配角     |
| 2006年           |                 |            |
| 心慌·心郁·逐個捉 | 賈婉君          | 第三女主角 |

### 电影
- 1998年：《男人胸女人HOME》
- 2002年：《別戀》 飾 Annie
- 2015年：《哪一天我們會飛》 飾 Cindy

### 節目主持
- 永安中國遊 吃喝玩樂在雲南（1998）
- 康泰最緊要好玩 韓國旅遊新路線（1998）
- 再創高峯（1999）
- 康泰最緊要好玩 中東迷情（2000）
- 星晨旅遊馬來西亞真的感受（2000）
- 星晨旅遊北海道真的感受（2000）
- 星晨旅遊澳洲真的感受（2001）
- 康泰最緊要好玩 玩盡花旗（2001）
- 星晨旅遊馬星真程趣（2002）
- 食都要高清（2008）

### 參與節目
- 今日VIP（2014年9月）
- 我愛香港（2016年10月16日）

## 獎項
- 2000年度兒歌金曲頒獎典禮

最受歡迎兒歌組合獎 - 銀獎《踏上高峰》

## 外部連結
- 鍾麗淇的Instagram帳戶
- 鍾麗淇的Facebook專頁
- 鍾麗淇在香港影庫上的簡介